# Jakubkowice (Łososina Dolna)
Jakubkowice – część wsi Łososina Dolna w Polsce położona w województwie małopolskim, w powiecie nowosądeckim, w gminie Łososina Dolna.
W latach 1975–1998 miejscowość administracyjnie należała do województwa nowosądeckiego.